# Fernando Meirelles
Fernando Meirelles (São Paulo, 9 de noviembre de 1955) es un director y productor de cine brasileño.

## Biografía
Meirelles nació en una familia de clase media. Interesado por la arquitectura, ingresó a la Facultad de Arquitectura y Urbanismo de la Universidad de São Paulo (FAU-USP). Fue en la Facultad que comenzó su carrera cinematográfica con varios filmes amateur. Junto con el grupo de amigos con quienes trabajó en estas películas, fundó la compañía productora Olhar Eletrônico. 

## Trayectoria
En los años ochenta, Meirelles produjo una serie de proyectos para la televisión brasileña, entre otros la TvMix, y la serie infantil Rá-Tim-Bum, la cual está en su tercera década al aire.
Participó en varios proyectos experimentales e innovadores durante la década de 1990, con nombres conocidos en el medio, como Marcelo Tas. Durante esa década, Meirelles fundó la compañía productora O2 Filmes, junto con Paulo Morelli y Andrea Barata Ribeiro.
Fernando Meirelles terminó la lectura de la novela Cidade de Deus, de Paulo Lins, y quiso transformar la novela en película, a pesar de que era una historia compleja con más de 350 diferentes personajes. Hasta no tener el guion cinematográfico, escrito por Bráulio Mantovani, la producción no comenzó, codirigida por el propio Meirelles y Kátia Lund. Cuando la película fue estrenada en Brasil en 2002, Meirelles saltó al primer plano de la fama. La película fue enviada ese mismo año al Festival de Cine de Cannes. Después del estreno internacional, se decidió enviar al filme Cidade de Deus como representante brasileño para los Oscar en 2004. La película recibió cuatro nominaciones, incluyendo Mejor Edición, Mejor fotografía, Mejor Guion Adaptado y Mejor Director. Su siguiente película, El jardinero fiel le otorgó el Oscar de Mejor Actriz de Reparto a Rachel Weisz. Su última intervención en el cine fue con la película Blindness (Ceguera), basada en la obra de José Saramago, estrenada en septiembre del 2008. El elenco fue conformado por Don McKellar, Julianne Moore, Mark Ruffalo, Gael García Bernal y Danny Glover.

## Filmografía
- Olhar Eletrônico, (video) 1986
- O menino maluquinho 2: a aventura, 1998
- Brava gente, 2000
- Domésticas, 2001
- Palace II, 2002
- Cidade de Deus (Ciudad de Dios), 2002
- Ciudad de los hombres, 2003, TV
- El jardinero fiel (The constant gardener), 2005
- Blindness, 2008
- 360, 2012
- The Two Popes, 2019

## Premios y distinciones
Óscar
| Año  | Categoría               | Película       | Resultado |
| ---- | ----------------------- | -------------- | --------- |
| 2004 | Oscar al mejor director | Ciudad de Dios | Nominado  |

Globos de Oro
| Año  | Categoría                      | Película          | Resultado |
| ---- | ------------------------------ | ----------------- | --------- |
| 2005 | Globo de Oro al mejor director | El jardinero fiel | Nominado  |

Festival Internacional de Cine de Cannes
| Año  | Categoría    | Película  | Resultado |
| ---- | ------------ | --------- | --------- |
| 2008 | Palma de Oro | Blindness | Nominado  |

Festival Internacional de Cine de Venecia
| Año  | Categoría                                      | Película          | Resultado |
| ---- | ---------------------------------------------- | ----------------- | --------- |
| 2005 | Premio Cine joven-Mejor película internacional | El jardinero fiel | Ganador   |

Festival de Cine de Sitges
| Año  | Categoría                                           | Película  | Resultado |
| ---- | --------------------------------------------------- | --------- | --------- |
| 2008 | Gran Premio del Público de El Periódico de Cataluña | Blindness | Ganador   |